# Jerzy Ślusarz
Jerzy Ślusarz (ur. 1954 w Jarosławiu) – polski artysta fotograf. Członek rzeczywisty i Artysta Fotoklubu Rzeczypospolitej Polskiej Stowarzyszenia Twórców (AFRP). Członek i prezes Zarządu Klubu Fotograficzny Atest 70 w Jarosławiu. Członek i prezes Zarządu Jarosławskiego Towarzystwa Fotograficznego Atest 2000.

## Życiorys
Jerzy Ślusarz jest absolwentem Instytutu Edukacji Narodowej. Związany z jarosławskim środowiskiem fotograficznym, mieszka i pracuje w Jarosławiu. Miejsce szczególne w jego twórczości zajmuje fotografia dokumentalna, fotografia kreacyjna. W latach 80. XX wieku został członkiem Klubu Fotograficzny Atest 70 w Jarosławiu, w czasie późniejszym był związany z Jarosławskim Towarzystwem Fotograficznym Atest 2000.
Jerzy Ślusarz jest autorem i współautorem wielu wystaw fotograficznych – indywidualnych, zbiorowych, poplenerowych oraz pokonkursowych. W 2009 roku został przyjęty w poczet członków Fotoklubu Rzeczypospolitej Polskiej Stowarzyszenia Twórców. Decyzją Komisji Kwalifikacji Zawodowych Fotoklubu RP, otrzymał dyplom potwierdzający kwalifikacje do wykonywania zawodu artysty fotografa, fotografika (legitymacja nr 254).
W 2022 otrzymał Srebrny Medal „Za Fotograficzną Twórczość”, w odniesieniu do jubileuszowej – XX edycji Podkarpackich Konfrontacji Fotograficznych.

## Odznaczenia
- Srebrny Medal „Za Fotograficzną Twórczość” (2022)[3][10]

## Wystawy indywidualne
- Zbliżenia (ekspozycja dedykowana pamięci Jana Antoniego Gruntowicza) – Mała Galeria Miejskiego Ośrodka Kultury w Jarosławiu (2003)[1]
- Wystawa fotografii (wspólnie z Elżbietą Śliwińską) – Galeria Miejskiego Domu Kultury w Lubaczowie (2012)[11]
- Między Fotografią a Filozofią Samotnie – Muzeum Historii Miasta Przemyśla (2017)[12]